# NGC 2914
NGC 2914 је спирална галаксија у сазвежђу Лав која се налази на NGC листи објеката дубоког неба.
Деклинација објекта је + 10° 6' 33" а ректасцензија 9h 34m 2,7s. Привидна величина (магнитуда) објекта NGC 2914 износи 13,3 а фотографска магнитуда 14,1. NGC 2914 је још познат и под ознакама UGC 5096, MCG 2-25-6, CGCG 63-10, ARP 137, NPM1G +10.0186, PGC 27185.